# Cantó de Voiteur
El cantó de Voiteur és un cantó francès del departament del Jura, situat al districte de Lons-le-Saunier. Té 19 municipis i el cap és Voiteur.

## Municipis
- Baume-les-Messieurs
- Blois-sur-Seille
- Château-Chalon
- Domblans
- Le Fied
- Frontenay
- Granges-sur-Baume
- Ladoye-sur-Seille
- Lavigny (Jura)
- Le Louverot
- La Marre
- Menétru-le-Vignoble
- Montain
- Nevy-sur-Seille
- Le Pin (Jura)
- Plainoiseau
- Saint-Germain-lès-Arlay
- Le Vernois
- Voiteur

## Història
| Data d'elecció                           | Identitat    | Partit                        | Qualitat |
| ---------------------------------------- | ------------ | ----------------------------- | -------- |
| 1945-1949                                | M. Durand    | PS                            |          |
| 1945-1964                                | M. Peltier   | CNIP                          |          |
| 1964-1982                                | Jean Gravier | MRP, després CDP, després UDF |          |
| 1982-2008                                | René Millet  | UDF                           |          |
| 2008-                                    | André Lamy   | PCF                           |          |
| les dades anteriors no són pas conegudes |              |                               |          |
|                                          |              |                               |          |